# Lijst van voetbalinterlands Azerbeidzjan - Kroatië
Deze lijst van voetbalinterlands is een overzicht van alle officiële voetbalwedstrijden tussen de nationale teams van Azerbeidzjan en Kroatië. De landen speelden tot op heden vier keer tegen elkaar, te beginnen met een kwalificatiewedstrijd voor het Europees kampioenschap voetbal 2016, gespeeld op 13 oktober 2014 in Osijek. Het laatste duel, een kwalificatiewedstrijd voor het Europees kampioenschap voetbal 2020, vond plaats in Bakoe op 9 september 2019.

## Wedstrijden
| № | Plaats | Datum            | Competitie           | Wedstrijd              | Uitslag |
| - | ------ | ---------------- | -------------------- | ---------------------- | ------- |
| 1 | Osijek | 13 oktober 2014  | EK 2016 kwalificatie | Kroatië – Azerbeidzjan | 6 – 0   |
| 2 | Bakoe  | 3 september 2015 | EK 2016 kwalificatie | Azerbeidzjan – Kroatië | 0 − 0   |
| 3 | Zagreb | 21 maart 2019    | EK 2020 kwalificatie | Kroatië – Azerbeidzjan | 2 – 1   |
| 4 | Bakoe  | 9 september 2019 | EK 2020 kwalificatie | Azerbeidzjan − Kroatië | 1 − 1   |

## Samenvatting
| Competitie      | Totaal gespeeld | Winst Azerbeidzjan | Gelijk | Winst Kroatië | Doelsaldo Azerbeidzjan – Kroatië |
| --------------- | --------------- | ------------------ | ------ | ------------- | -------------------------------- |
| EK-kwalificatie | 4               | 0                  | 2      | 2             | 2 − 9                            |
| Totaal          | 4               | 0                  | 2      | 2             | 2 − 9                            |

Wedstrijden bepaald door strafschoppen worden, in lijn met de FIFA, als een gelijkspel gerekend.

## Details

### Eerste ontmoeting
| EK 2016 kwalificatie (scheidsrechter Stephan Studer, Osijek, 13 oktober 2014):                                                                                              |              | |
| Kroatië | 6 – 0        | Azerbeidzjan |
| Andrej Kramarić 11' Ivan Perišić 34' Ivan Perišić 45' Marcelo Brozović 45+1' Luka Modrić 56' (pen.) Rəşad Sadıqov 61' (e.d.)                                                | goals        | |
| Niko Kovač | bondscoach   | Berti Vogts |
| Danijel Subašić Darijo Srna Vedran Ćorluka Domagoj Vida Luka Modrić 60' Danijel Pranjić Ivan Rakitić Marcelo Brozović Mateo Kovačić 24' Mario Mandžukić Andrej Kramarić 76' | opstellingen | Kamran Ağayev Rəşad Sadıqov 67' Elnur Allahverdiyev Rasim Ramaldanov Maksim Medvedev 30' Qara Qarayev Rahid Əmirquliyev Araz Abdullayev Badavi Hüseynov Rauf Əliyev Dima Nazarov |
| Ivan Perišić 24' Alen Halilović 60' Ivica Olić 76' | wissels      | 30' 41' Ağabala Ramazanov 41' Cavid Hüseynov 67' Tərlan Quliyev |
| | gele kaarten | 16' Rasim Ramaldanov 37' Ağabala Ramazanov 56' Elnur Allahverdiyev |
| - Debuut van Ağabala Ramazanov (Xəzər Lənkəran) voor Azerbeidzjan. |              | |